# Amed (Bali)
Amed ist eine kleine Siedlung im Nordosten der indonesischen Insel Bali. Die Siedlung ist auch Namensgeber für den 14 km langen Küstenstreifen, der insgesamt acht Siedlungen umfasst. Neben Amed zählen dazu Aas, Banyuning, Bunutan, Jemeluk, Lean, Lipah und Selang. Amed gehört zum Desa Bunutan im Distrikt Abang, der zum Regierungsbezirk Karangasem gehört. 
Der Ort liegt etwa drei Autostunden von der Inselhauptstadt Denpasar entfernt. Aufgrund des Tauch- und Yogatourismus gibt es in Amed viele Tauchschulen, Yogacenter, internationale Restaurants und Läden mit internationalen Waren. Ein japanisches Schiffswrack liegt 20 m vor der Küste Banyunings.
Vom Hafen in Amed verkehren Schnellboote nach Gili Trawangan und Lombok.